# Bérénice Bejo

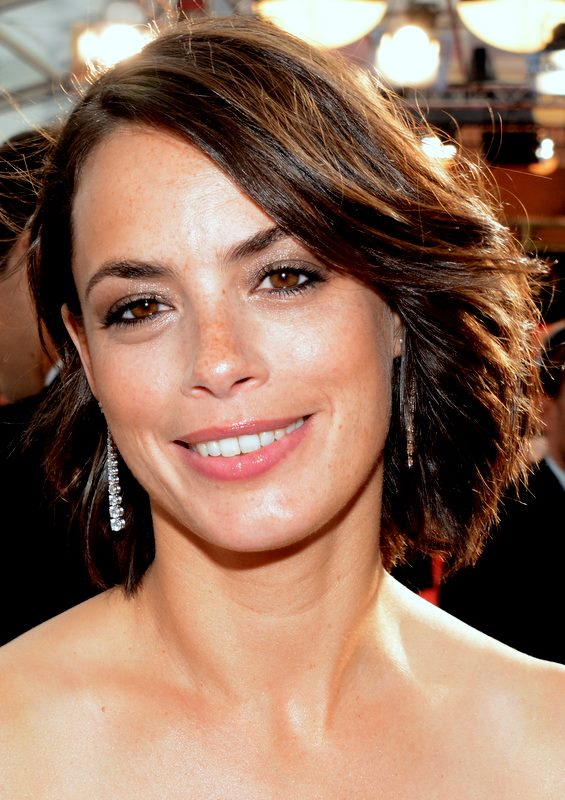
Bérénice Bejo in Cannes 2014

Bérénice Bejo [be.ʁeˈnis.beˈʒo] (* 7. Juli 1976 in Buenos Aires) ist eine argentinisch-französische Schauspielerin.

## Leben
Im Alter von drei Jahren wanderte Bérénice Bejo mit ihren Eltern von Argentinien nach Frankreich aus. Unter dem Einfluss ihres Vaters, des Regisseurs Miguel Bejo, absolvierte sie schon in jungen Jahren eine Schauspielausbildung. Ihren ersten Filmauftritt hatte Bérénice Bejo 1993 in dem Kurzfilm Pain perdu von Tiéri Barié, bevor sie in dem Spielfilm Les Sœurs Hamlet (1998) von Abdelkrim Bahloul die Rolle der Karine bekam. Erste Anerkennung ihrer schauspielerischen Leistung erfuhr sie 2001 durch eine César-Nominierung in der Kategorie Beste Nachwuchsdarstellerin für ihre Rolle in Meilleur Espoir féminin (2000) von Gérard Jugnot.
Im weiteren Verlauf ihrer Karriere spielte Bejo unter anderem an der Seite von Marie-France Pisier und Guillaume Depardieu in Comme un avion (2002) und Michel Serrault und Agnès Jaoui in 24 heures de la vie d’une femme (2003) von Laurent Bouhnik, einer Verfilmung des gleichnamigen Romans (24 Stunden aus dem Leben einer Frau) von Stefan Zweig. Neben zahlreichen Fernsehproduktionen folgten weitere Filmauftritte unter anderem mit Stéphane Freiss und Titoff in Le Grand Rôle (2004) von Steve Suissa, oder mit Didier Bourdon, Gérard Depardieu, Marthe Keller und Michel Galabru in Bouquet final (2008) von Michel Delgado. Ferner spielte sie mit Jacques Gamblin in Die Hölle von Henri-Georges Clouzot (2009), einer mit dem César ausgezeichneten Dokumentation von Serge Bromberg über das 1964 gedrehte, aber unvollendete Filmprojekt von Henri-Georges Clouzot mit Romy Schneider und Serge Reggiani in der ursprünglichen Besetzung.

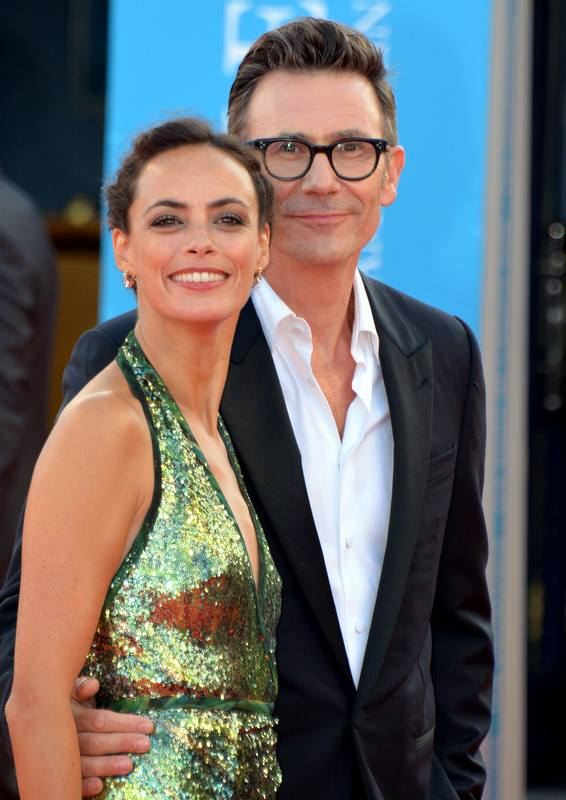
Bejo 2017 mit Michel Hazanavicius beim Festival des amerikanischen Films

Der Durchbruch gelang ihr 2006 mit der Rolle der Larmina El Akmar Betouche an der Seite von OSS 117, gespielt von Jean Dujardin, in OSS 117 – Der Spion, der sich liebte, einer Agentenfilmparodie von Michel Hazanavicius, ihrem Lebensgefährten. Erneut an der Seite von Dujardin spielte sie 2011 die Rolle der Peppy Miller in The Artist, einer Hommage von Michel Hazanavicius an die Stummfilm-Ära im Hollywood der späten 1920er Jahre. Für ihre Rolle in The Artist erhielt Bérénice Bejo unter anderem Nominierungen bei den Golden Globe Awards 2012 und der Oscarverleihung 2012. Bei der Verleihung der Césars 2012 wurde sie als Beste Hauptdarstellerin ausgezeichnet.
Anfang 2012 begannen die Dreharbeiten für die Verfilmung des erfolgreichen Romans Au bonheur des ogres (Paradies der Ungeheuer) von Daniel Pennac unter der Regie von Nicolas Bary. Bérénice Bejo besetzt dabei an der Seite von Emir Kusturica und Raphaël Personnaz die Rolle der Julia. Im selben Jahr moderierte sie bei den 65. Filmfestspielen von Cannes als Gastgeberin („maîtresse de cérémonie“) die Auftaktzeremonie am 16. Mai sowie die Preisgala am 27. Mai 2020 wurde sie in die Wettbewerbsjury der 70. Internationalen Filmfestspiele Berlin berufen.
Bérénice Bejo ist mit dem Filmemacher Michel Hazanavicius liiert. Aus dieser Beziehung stammen ein Sohn (* 2008) und eine Tochter (* 2011).
Gesellschaftlich-politisches Engagement zeigte Bejo mit der Unterstützung von Lionel Jospin bei den französischen Präsidentschaftswahlen 2002 und ihrer Beteiligung an der Kampagne „No Hunger“ von Action Contre la Faim (ACF, französische „Aktion gegen den Hunger“) 2009.

## Filmografie (Auswahl)
- 1993: Pain perdu (Kurzfilm)
- 1996: Les Sœurs Hamlet
- 1996: Die Liebe neu erfinden – Schwanger oder lesbisch? (L’@mour est à réinventer – Enceinte ou lesbienne?) (TV-Serie, eine Folge)
- 1997: Julie Lescaut – Abus de pouvoir (TV-Reihe, eine Folge)
- 1997: Le Juge est une femme – Drôle de jeu (TV-Reihe, eine Folge)
- 1997–1999: Un et un font six (TV-Serie, sechs Folgen)
- 1999: La Famille Sapajou (TV-Miniserie)
- 2000: Sauvetage (TV-Serie, sechs Folgen)
- 2000: Die Gefangene (La Captive)
- 2000: Passionnément
- 2000: Meilleur espoir féminin
- 2001: Ritter aus Leidenschaft (A Knight’s Tale)
- 2002: Comme un avion
- 2002: 24 heures de la vie d’une femme
- 2003: Une petite fée (Kurzfilm)
- 2003: Sem Ela
- 2003: Dans le rouge du couchant
- 2003: Mosaik eines Mordes (Dissonances)
- 2004: Le Grand rôle
- 2005: Cavalcade
- 2006: Nuages (TV-Film)
- 2006: OSS 117 – Der Spion, der sich liebte (OSS 117: Le Caire, nid d’espions)
- 2007: 13 m²
- 2007: La Maison
- 2008: Modern Love
- 2008: Bouquet final
- 2008: Was Liebe heißt (Sa raison d’être) (TV-Film)
- 2009: Die Hölle von Henri-Georges Clouzot (L’Enfer d’Henri-Georges Clouzot)
- 2010: Love Me Baby (Kurzfilm)
- 2010: Prey – Vom Jäger zur Beute (Proie)
- 2011: The Artist
- 2012: Mademoiselle Populaire (Populaire)
- 2013: Au bonheur des ogres
- 2013: Le passé – Das Vergangene (Le Passé)
- 2014: 137 Karat – Ein fast perfekter Coup (Le dernier diamant)
- 2014: Die Suche (The Search)
- 2015: The Childhood of a Leader
- 2016: Träum was Schönes – Fai Bei Sogni (Fai bei sogni)
- 2016: Die Ökonomie der Liebe (L’Économie du couple)
- 2016: Éternité
- 2017: Le Redoutable
- 2017: Drei Zinnen (Three Peaks)
- 2017: Tout là-haut
- 2018: Die unglaubliche Reise des Fakirs, der in einem Kleiderschrank feststeckte (The Extraordinary Journey of the Fakir)
- 2018: La Quietud
- 2018: Le Jeu – Nichts zu verbergen (Le Jeu)
- 2020: Der verlorene Prinz und das Reich der Träume (Le Prince oublié)
- 2020: Le Bonheur des uns …
- 2021: Il materiale emotivo
- 2021: Shake Your Cares Away
- 2021: L’homme de la cave
- 2022: Final Cut of the Dead (Coupez!)
- 2022: Der Kolibri – Chronik einer Liebe (Il colibrì)
- 2023: Hawaï
- 2023: La Contadora de Películas
- 2023: Sous le tapis
- 2023: HLM Pussy
- 2024: Another End
- 2024: Im Wasser der Seine (Sous la Seine)
- 2024: Mexico 86

## Theater
- 1999: Die Dreigroschenoper (L’Opéra de quat’sous)
- 2016: Tout ce que vous voulez
- 2017: Trois sacres mit Sylvain Groud (Choreographie) – Tournee[3]

## Auszeichnungen (Auswahl)

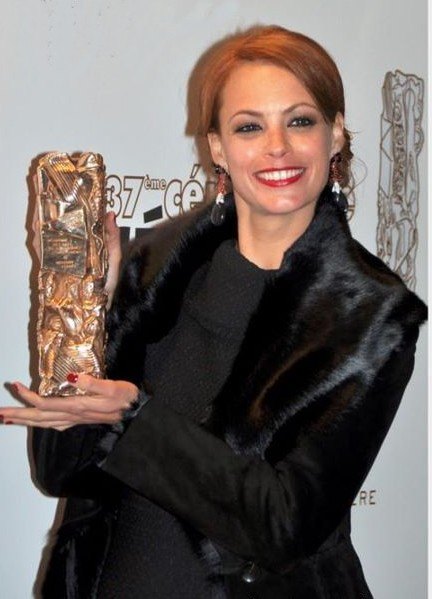
Bejo bei der César-Verleihung 2012

- 2001: Nominierung für den César in der Kategorie Beste Nachwuchsdarstellerin für Meilleur Espoir féminin
- 2011: Hollywood Spotlight Award in der Kategorie Beste Nebendarstellerin für The Artist
- 2012: Prix Lumières in der Kategorie Beste Darstellerin für The Artist
- 2012: Étoile d’Or in der Kategorie Beste Hauptdarstellerin für The Artist
- 2012: César in der Kategorie Beste Hauptdarstellerin für The Artist
- 2012: Nominierung für den BAFTA in der Kategorie Beste Hauptdarstellerin für The Artist
- 2012: Nominierung für den Oscar in der Kategorie Beste Nebendarstellerin für The Artist
- 2012: Nominierung für den Golden Globe in der Kategorie Beste Nebendarstellerin für The Artist
- 2012: Nominierung für den Screen Actors Guild Award in der Kategorie Beste Nebendarstellerin für The Artist
- 2012: Nominierung für den Critics’ Choice Movie Award in der Kategorie Beste Nebendarstellerin für The Artist
- 2012: Nominierung für den Chlotrudis Award in der Kategorie Beste Hauptdarstellerin für The Artist
- 2012: Nominierung für den Globe de Cristal in der Kategorie Beste Darstellerin für The Artist
- 2012: Romy-Schneider-Preis als beste Nachwuchsdarstellerin
- 2013: Preis als beste Darstellerin bei den Internationalen Filmfestspielen von Cannes für Le passé – Das Vergangene
- 2014: Nominierung für den César in der Kategorie Beste Hauptdarstellerin für Le passé – Das Vergangene
- 2014: FIPRESCI-Preis als beste Darstellerin beim Palm Springs International Film Festival für Le passé – Das Vergangene